# Publication
Pour les articles homonymes, voir Publication (homonymie).
Si publier consiste avant tout à rendre un contenu public (publier les bans, publier une loi), c’est-à-dire à le faire circuler dans l’espace public, le terme publication est généralement employé pour désigner l'impression, la parution ou la mise en vente d'une œuvre imprimée (journal, livre, etc.). La publication apparaît ainsi comme l’issue du processus d’édition. 
La publication de données ou d'informations désigne, elle, la mise à disposition de celles-ci dans des environnements informatiques, en particulier sur des bases de données et sur Internet (publication en ligne, publication numérique). 
Le terme publication suggère une démarche volontaire et légitime.  En ce sens cette notion se distingue du concept de fuite d'information.

## Définition juridique
Au Canada, pour l’application de la Loi sur le droit d’auteur, la publication d’une œuvre s’entend comme « la mise à la disposition du public d’exemplaires de l’œuvre ». Traditionnellement, la publication impliquait la fabrication de copies physiques mis à la disposition d’un public; toutefois, des exemplaires numériques peuvent également être rendues accessibles en ligne. L’auteur a le droit exclusif de publication de son œuvre. Il peut évidemment céder ce droit à un éditeur, une maison de disque, une société de production cinématographique, etc.  
La reconnaissance de la publication constitue le point de départ pour la durée de protection du droit d’auteur.  

## Histoire et statut
Si à l’origine publication désignait l’action de porter des informations à la connaissance du public, sa forme la plus ancienne est la lecture publique. À une époque où la majorité de la population est analphabète, les crieurs publics se chargent de diffuser les proclamations oralement. On peut également considérer comme des formes de publication les récits oraux qui voient à la transmission des informations historiques, sociales et religieuses d’une communauté. 
De nos jours, on entend généralement par publication un ouvrage (livre, article, magazine, document, site web, etc.) édité et diffusé par des acteurs des milieux de l’information, du savoir et de la culture. Avant le XXIe siècle, on parle surtout de publications imprimées puisqu’il s’agit du média dominant. Plus récemment, un nombre accru de publications paraissent en format numérique, accessible en ligne ou à partir d’applications.  
Les publications peuvent connaître une seule parution ou paraître de manière régulière en fonction de leur périodicité; on les appelle alors des « périodiques ». 

## Accession à la publication
Les canaux traditionnels de la publication supposent la sélection par un éditeur d’un contenu dont il se chargera de la production et de la diffusion. Le développement d’internet a toutefois permis à de nouvelles formes de publication des contenus de faire leur apparition.
Les blogues, les wikis et les réseaux sociaux sont des plateformes qui produisent, diffusent et légitiment du contenu. Dans le cas du blog, les systèmes de gestion de contenu (connu sous le terme anglais CMS) jouent un rôle crucial. Ceux-ci ont une fonction d’instance éditoriale en structurant les données, permettant une indexation de contenu et une diffusion, circulation. Pour ce qui est des wikis, c’est le moteur CMS MediaWiki qui gère l’organisation de Wikipédia. Celui-ci a été créé pour « favoriser la production collaborative de contenus ». La structure des éléments dû à ce CMS garanti une qualité, une accessibilité et une certaine interactivité, des principes propres aux objectifs de Wikipédia. Les logiciels CMS agissent comme une porte ouverte à la publication. Tout le monde peut publier sur un blog, un site web ou contribuer à un wiki, et ce, gratuitement. La publication connaît ainsi une démocratisation certaine grâce aux outils numériques. 
Ce dépassement des canaux conventionnels s’accompagne d’une fragilisation de l’idée de validation telle qu’elle est associée au mode traditionnel de publication. En effet, avec la facilité de publication et d’autopublication, la fonction de sélection – ou de « tri » – ne serait plus assurée puisqu’un éditeur ou une maison d’édition, qui « reste la source principale de légitimité pour un contenu », n’est plus forcément impliqué. Les environnements numériques ont cependant produit de nouveaux modèles de légitimation, notamment le recours à des mécanismes de validation collective qui « s’exerce sur un contenu déjà disponible auquel une communauté de lecteurs va réagir et construire progressivement une validité. ». Cette validation s’illustre généralement à travers des systèmes de vote, d’évaluation et de commentaires. 

## Visibilité des publications dans l'espace public
Derrière la publication se trouve l’idée du passage d’un contenu sélectionné de la sphère privée à la sphère publique, où il deviendra disponible pour un plus grand nombre de personnes. Certains écrits ne sont pas destinés à la publication. C’est le cas notamment des journaux, carnets et lettres qui forment ce que l’on a nommé la littérature intime. On assiste de plus en plus à la publication, par des tiers, de tels documents, souvent après la mort de leur auteur. La publication de ces écrits vient alors en transformer le statut : de documents privés, rédigés pour soi-même ou pour un correspondant, ils deviennent disponibles pour le public et acquièrent une visibilité dans l’espace public.   

### Censure
Malgré la liberté de prendre la parole, la société émet toujours un jugement sur ce qui est tolérable ou non : « Toute société exerce un certain nombre de contrôles sur les messages qui circulent en son sein […] » L’une des formes de ce contrôle est la censure, c’est-à-dire l’examen, exigé par le pouvoir, des œuvres littéraires, des spectacles et des publications avant d'en autoriser la diffusion. La censure s’effectue selon une norme dictée par une opinion dominante, la doxa. Elle influe ainsi sur la visibilité d’une publication dans l’espace public et sur son accessibilité. 
Si « le contrôle de l’expression se fait a priori de la diffusion d’une œuvre quelle qu’elle soit », on parle de censure préventive. C’est ce type de censure qui dominait dans la France de l’Ancien Régime avec le régime de la librairie. La censure peut également survenir après qu’il y ait eu publication et diffusion : « Bien que, de nos jours, censure et autocensure préventives dominent, la censure est parfois recherchée pour des raisons commerciales ou politiques et s’exerce a posteriori, en général, devant les tribunaux. ». On parle à ce moment de censure répressive. 
Le geste de censure peut également venir de l’auteur lui-même. Désirant se conforme aux attentes, il procède alors à de l'autocensure. En effet, ne pas se censurer, c’est prendre le risque de ne pas être lu : « Tout discours est présenté comme une “ formation de compromis ”, au sens freudien, entre un intérêt expressif, une intention de dire, et la censure du champ dans lequel ce discours est produit et circule. ».

### Transformation numérique de l'espace public
Selon Dominique Cardon, internet transforme l’espace public : « Le web a bouleversé la plupart des paramètres de l’espace public traditionnel, dans lequel un faible nombre d’émetteurs s’adressaient à des publics silencieux. » L’espace public traditionnel était contrôlé par les professionnels, qui agissaient à titre de « gardiens de la frontière entre le privé et le public » en choisissant les contenus qui seraient publiés. Le filtre éditorial permettait de hiérarchiser les contenus, les thèmes publiés étaient ceux considérés comme importants par les acteurs médiatiques. Avec le numérique, l’espace public s’est ouvert aux amateurs. Toutefois, « ce qui est visible et ce qui est important ne se recouvrent plus du tout » puisque la majorité des contenus publiés en ligne le sont sans passer par des filtres éditoriaux. 
Si les nouvelles formes de prise de parole « augmentent le nombre de personnes qui peuvent prendre la parole en public », elles élargissent également le public potentiel qui recevra cette parole puisque le numérique met fin aux limitations géographiques et permet ainsi à des publications à circulation restreinte de rejoindre un public spécialisé (ou passionné), mais dispersé. 

## Mécanisme social de la publication

### Négociation de l'espace public
La publication est un processus sociodéterminé fondé sur une intrication de facteurs. Elle constitue un carrefour d’actions et de forces infiniment variable selon les époques. La transmission d’un propos implique en effet plusieurs acteurs (auteur, éditeur, lecteur, imprimeur, libraire, etc.) aux intentions diverses qui doivent négocier avec les forces politique, économique et sociale à l’œuvre dans l’espace public. Du moment de sa conception à sa survie dans l’espace public, en passant par sa publication, sa commercialisation et sa réception, le propos subit ces forces et est transformé par elles.

### Enjeu de l'autorité
Publier, c’est donc se plier à des autorités existantes, mais aussi imposer son autorité. En effet, engager sa parole dans l’espace public, devenir auteur, permet d’accéder à une certaine crédibilité en contribuant à la construction collective du savoir et de la culture. L’auteur peut recourir à plusieurs autorités pour fortifier son propos en citant d’autres auteurs ou en le confrontant à des sources diverses (doxa, lois, communauté de lecteurs, etc.).
Avec les transformations liées au numérique, on assiste en quelque sorte à une diffraction encore plus grande de l’autorité. En effet, les plateformes en ligne engendrent des dispositifs de production de l’autorité différents où confiance et légitimité s’acquièrent un peu différemment. On peut penser aux classements réalisés par Google, aux recommandations qu’effectuent les réseaux sociaux ou encore à Wikipédia.

## Circulation et sauvegarde des contenus publiés
Puisqu’il s’agit de rendre un contenu public, la publication passe nécessairement par la diffusion, qui peut se faire selon différents formats (disque compact, journal, livre, magazine, revue scientifique, site web, vidéo, etc.). Les instances publiques jouent évidemment un rôle dans cette diffusion, mais leur fonction la plus importante est de préserver les contenus publiés.  
Les bibliothèques et archives nationales ont pour missions de conserver le patrimoine et de le rendre accessible à long terme. Le dépôt légal les assiste dans ces tâches. Au Québec, « [l]e dépôt légal permet à Bibliothèque et Archives nationales du Québec (BAnQ) de rassembler, de conserver et de diffuser l’ensemble du patrimoine documentaire québécois publié. BAnQ devient ainsi la mémoire exhaustive du Québec, puisque tout ce qui s’y publie lui est confié. ». Cette entreprise de conservation ne concerne toutefois que les publications papier. Pour ce qui est des publications numériques, le choix est laissé aux éditeurs qui « peuvent aussi en faire le dépôt légal de façon volontaire ». Il apparaît donc que certaines œuvres numériques, qui ne se font pas archiver, courent le risque de disparaître. La Bibliothèque nationale de France (BnF) s’est quant à elle doté d’un Système de Préservation et d’Archivage Réparti (SPAR) pour s’assurer de préserver créations numériques et sites web : « Au-delà d’un simple stockage sécurisé, le système SPAR cherche à garantir la préservation des documents numériques : à faire en sorte que l’information reste lisible, compréhensible et réutilisable à long terme, même si l’environnement technique et humain dans lequel ces documents ont été produits change. ». Les bibliothèques occupent ainsi une fonction de sauvegarde importante.  
L’accès à l’information se situe également au cœur des préoccupations des bibliothèques, qui militent régulièrement en faveur de la libération des publications pour en augmenter la circulation. Le mouvement du libre accès, qui vise principalement les articles de revues de recherche universitaires, propose la mise à disposition en ligne sans frais de contenus numériques dans une optique de démocratisation du savoir. Un article en libre accès peut en effet être lu par tous; la démarche permet alors de diffuser les résultats de la recherche en dehors de la communauté scientifique. 

## Modes de publication
Un auteur peut choisir de publier lui-même son œuvre ou alors de passer par un intermédiaire et ainsi de céder son droit de publication à travers un contrat avec une société de production.  

## Législation
Les publications sont soumises à des réglementations juridiques différentes.
En France, la loi du 16 juillet 1949 sur les publications destinées à la jeunesse interdit de présenter sous un jour favorable les « crimes ou délits de nature à démoraliser l'enfance ou la jeunesse, ou à inspirer ou entretenir des préjugés ethniques » dans les périodiques pour enfants et adolescents. La Loi relative à la publication et à la diffusion de certains sondages d'opinion encadre la diffusion des enquêtes réalisées à l'occasion d'une élection ou d'un référendum.